# Walter Trautschold
Walter Trautschold (* 20. Februar 1902 in Berlin; † 22. April 1969 ebenda) war ein deutscher Maler, Zeichner, Karikaturist, Illustrator und Bühnenbildner.

## Leben
Walter Trautschold war der Sohn des Schauspielers und Regisseurs Gustav Trautschold. Seine künstlerische Ausbildung erhielt er an der Staatlichen Kunstgewerbeschule Berlin unter Eduard Suhr. Schon mit Anfang 20 machte sich Trautschold einen Namen als Maler, sein bevorzugtes Thema waren anfänglich Akt- und Ganzkörperporträts junger Frauen. Später schuf er auch Skulpturen und entwarf Bühnenbilder für das Theater.
Als älterer Bruder der Schauspielerin Ilse Trautschold knüpfte Walter Trautschold rasch Kontakte zur Kabarettszene und pflegte engen Kontakt zur berühmten „Katakombe“. Für diese Kleinkunstbühne arbeitete er als Zeichner und Illustrator und forderte mit seinen Arbeiten die NS-Politik mehrfach heraus. Daraufhin veranlasste am 10. Mai 1935 Goebbels die Überführung … [der Katakomben-Mitglieder] … „für die Dauer von sechs Wochen in ein Lager mit körperlicher Arbeit. Ausgewählt für diese Disziplinierungsmaßnahme wurde das kleine KZ Esterwegen im Emsland. Der Einschüchterungsversuch gelang nur halb, denn Goebbels hatte die Rechnung ohne seinen stärksten Widersacher in der Reichsregierung, Preußens Ministerpräsident Hermann Göring, gemacht. Fincks Kollegin Käthe Dorsch, ein hoch angesehener Bühnenstar und seine Ex-Verlobte, hatte sich in der Zwischenzeit beim nachmaligen Reichsmarschall für die Delinquenten verwendet. Görings Referent schrieb daraufhin am 25. Juni 1935 an Berlins Gestapo-Chef Reinhard Heydrich: „Der Herr Ministerpräsident wünscht, daß die Verhafteten aus der Haft entlassen werden und daß gegen sie ein ordentliches Verfahren eingeleitet wird.““ Dieser Prozess endete für alle Beteiligten mit einem Freispruch.
Trautschold lebte nach dem Krieg in der Künstlerkolonie Berlin und belieferte die Große Berliner Kunstausstellung mit seinen Werken. Seit 1946 war er Mitglied im Berufsverband Bildender Künstler Berlins.